# Christopher Barry Morris
Christopher Barry Morris (Newquay, 24 dicembre 1963) è un ex calciatore irlandese, di ruolo terzino destro.

## Palmarès

### Club

#### Competizioni nazionali
- Campionato scozzese: 1

Celtic: 1987-1988
- Coppa di Scozia: 2

Celtic: Scottish Premier Division 1987-1988
- First Division: 1

Middlesbrough: 1994-1995